# Виа Данте
Виа Данте (итал. Via Dante) — одна из центральных улиц Милана, от площади Кордузио до площади Бенедетто Кайроли.

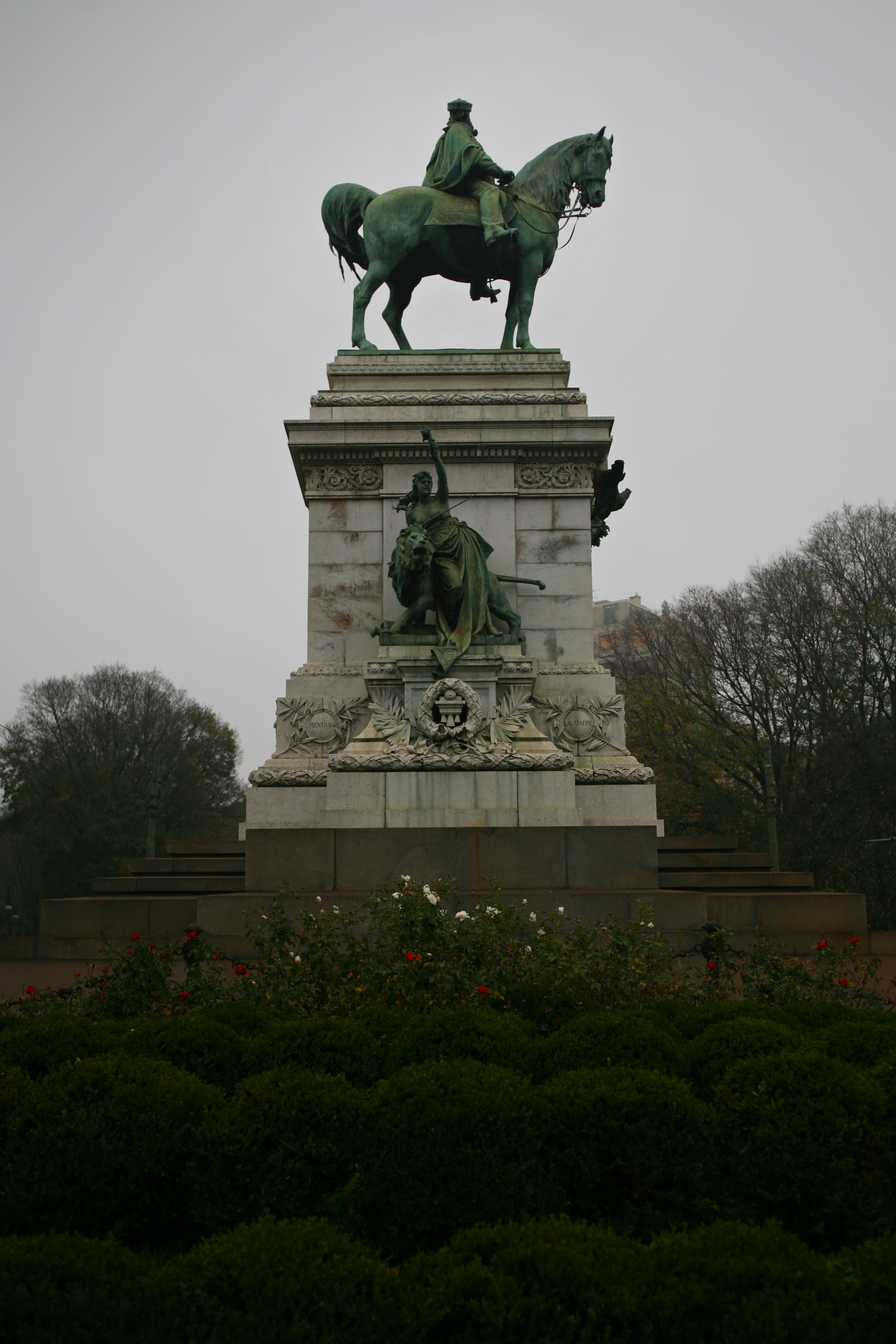
Памятник Гарибальди в Милане

## История
Проложена в конце XIX века согласно «Плану Беруто» (1884), основанному на планах реконструкции городских территорий времён наполеоновского правления. Улица должна была стать продолжением в центр города магистрали Corso Sempione, уже проложенной в начале XIX века, при этом предлагалось снести замок Сфорца (снос был предотвращен Лукой Бельтрами), а улице вместо Виа Данте предлагалось дать название Виа Семпионе.
В 1899 году на улице был воздвигнут монумент выдающемуся поэту и педагогу Джузеппе Парини.
Улица была закрыта с конца 1950-х годов до 1960 года в связи с прокладкой линии метро.
В 1996 году улица объявлена пешеходной зоной.

## Застройка
д. 5 — Palazzo della Società Italia

д. 6 — Casa Cavalli

д. 7 — Casa Celesia

д. 9 — Palazzo della Cassa di Sovvenzioni ai costruttori

д. 12 — Casa Bottelli (via Dante)

д. 14 — Casa Moretti

д. 16 — Casa Casati Magni

## Достопримечательности

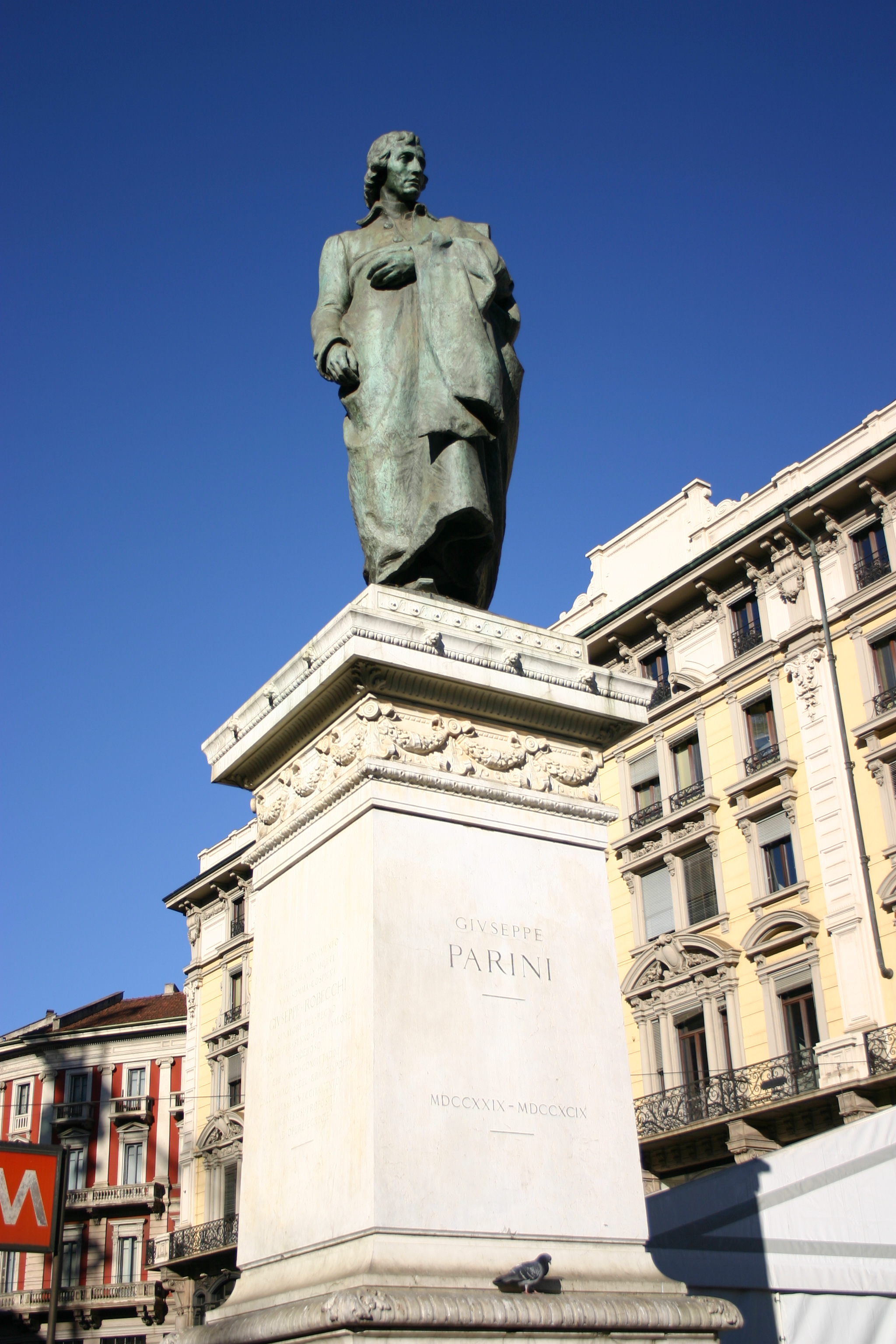
Памятник Парини в Милане

Памятник Джузеппе Гарибальди
Памятник Джузеппе Парини